# Larry DeMar

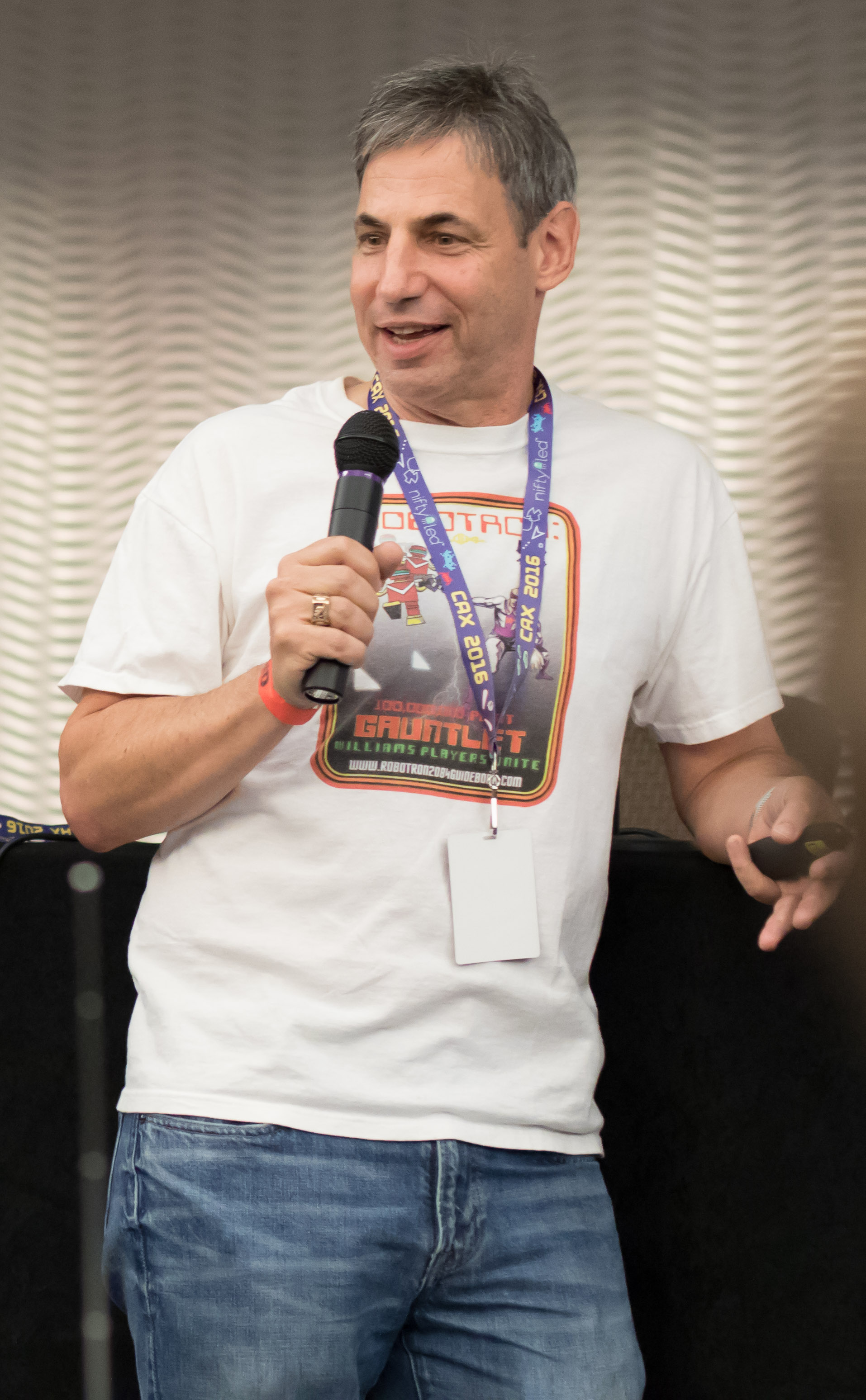
Larry DeMar

Lawrence E. DeMar (auch unter seinen Initialen LED bekannt) ist ein US-amerikanischer Videospiel- und Flipperautomaten-Designer und Software-Programmierer. Am besten ist er bekannt für die Mitarbeit an dem Computerspiel Defender (zusammen mit Eugene Jarvis) und Robotron: 2084. Zusammen mit Jarvis gründete er auch die Computerspielefirma Vid Kidz.
Heute ist er Gründer der Design-Firma Leading Edge Design.